# Taran i la caldera màgica
Taran i la caldera màgica (títol original en anglès, The Black Cauldron) és una pel·lícula d'animació d'aventures de fantasia fosca estatunidenca de 1985 produïda per Walt Disney Productions en associació amb Silver Screen Partners II i estrenada per Walt Disney Pictures. Es basa lliurement en els dos primers llibres de The Chronicles of Prydain de Lloyd Alexander, una sèrie de cinc novel·les que al seu torn es basen en la mitologia gal·lesa. S'ha doblat al català.
Ambientada a la mítica terra de Prydain durant l'alta edat mitjana, la pel·lícula se centra en un malvat emperador conegut com el Rei Banyut, que espera aconseguir un antic calderí màgic que l'ajudi en el seu desig de conquerir el món. S'hi oposen el jove porcater Taran, la jove princesa Eilonwy, el bard que toca l'arpa Fflewddur Fflam i una simpàtica criatura salvatge anomenada Gurgi, que busquen destruir el calderí per evitar que el Rei Banyut governi el món.
La pel·lícula és dirigida per Ted Berman i Richard Rich, que havien dirigit l'anterior pel·lícula d'animació de Disney The Fox and the Hound (1981), i va ser la primera pel·lícula d'animació de Disney que es va gravar en Dolby Stereo. Disney va adquirir els drets cinematogràfics dels llibres l'any 1973 i la producció va començar el 1980 per estrenar-se el Nadal de 1984. Durant la producció, va tenir un procés d'edició sever, sobretot per la seva seqüència climàtica, que va resultar pertorbadora per als nens durant una projecció de prova. El recentment nomenat president de Walt Disney Studios, Jeffrey Katzenberg, va ordenar que es tallessin aquestes escenes, per por que alienessin els nens i, com a resultat, el film es va endarrerir fins al 1985. La versió original en anglès compta amb les veus de Grant Bardsley, Susan Sheridan, Freddie Jones, Nigel Hawthorne, Arthur Malet, John Byner, Phil Fondacaro i John Hurt. La narració original de la pel·lícula va a càrrec de l'actor i director John Huston.
Va ser la primera pel·lícula d'animació de Disney que va rebre una classificació PG, així com la primera pel·lícula d'animació de Disney amb imatges generades per ordinador. La pel·lícula es va distribuir als cinemes a través de Buena Vista Distribution el 24 de juliol de 1985 amb crítiques en diversos sentits. Els analistes van expressar la seva desaprovació per la seva naturalesa fosca i el guió desarticulat, tot i que van ser elogiades l'animació, la banda sonora i la interpretació de veu. En ser la pel·lícula d'animació més cara que s'havia fet mai en aquell moment, va ser un fracàs de taquilla, ja que va recaptar només 21,3 milions de dòlars per un pressupost de 44 milions, cosa que va posar en perill el futur del departament d'animació de Disney. A causa del fracàs comercial, Disney no va estrenar la pel·lícula als mitjans domèstics fins al 1998. Des de llavors ha guanyat un seguiment de culte.